# Brisbane Entertainment Centre
Het Brisbane Entertainment Centre (BEC) is en multifunctionele arena in de Australische stad Brisbane die geopend werd in 1986. De arena, die 71 miljoen dollar kostte, biedt ruimte voor 14.500 toeschouwers. Daarnaast was de arena tevens de thuishaven van de basketbalclub Brisbane Bullets van 1987 tot 1997.